# Acacia lumholtzii
Acacia lumholtzii är en ärtväxtart som beskrevs av Leslie Pedley. Acacia lumholtzii ingår i släktet akacior, och familjen ärtväxter. Inga underarter finns listade i Catalogue of Life.